# Барта

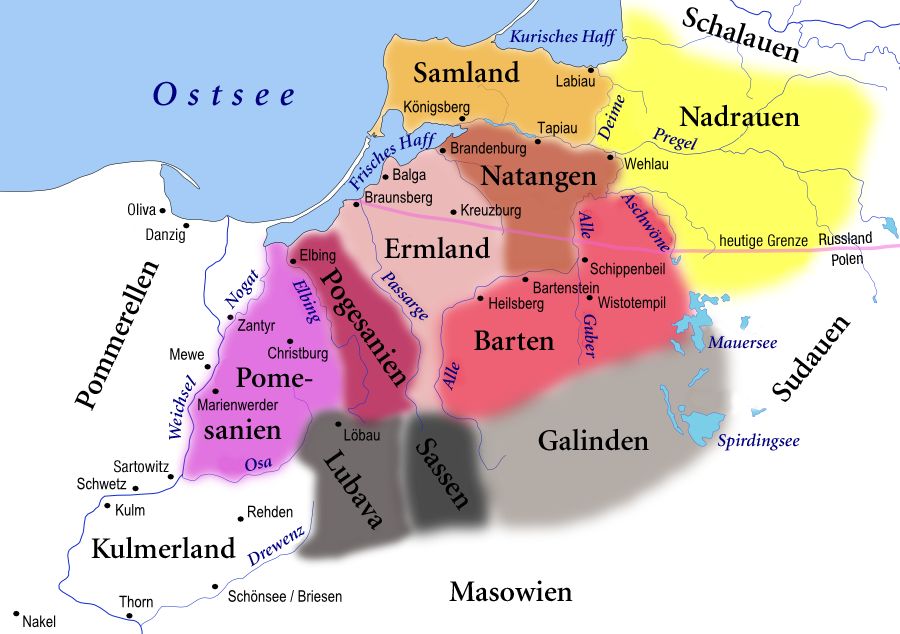
Схема земель Пруссії у ХІІІ ст.

Барта, Бартія — історична земля Пруссії, населена балтським племенем бартів. Земля розташовувалась південніше від Вармії і Натангії, кордон з якими проходив по ріках Лина і Шешупе з Надровією, східніше Погезанії. Головним містом був Растенбурґ (пол. Kętrzyn).

## Історія
За прусською легендою назва землі походить від імені Барто, сьомого сина вождя Відевута. Він отримав землю над рікою Лина, землю брата Литпо та збудував укріплення Бартенштайн. Його численні сини збудували свої укріплення і були дуже войовничими і ворожими до Натангії, вважаючи, що Відевут ставив сина Натангоса вище їхнього батька.
Після захоплення Погезанії хрестоносці розпочали захоплення Бартії, воїни якої разом з вармами, натангами брали участь в облозі замку Бальга. Вони захопили Лекбард, де заклали 1240 перший замок Гайльсберґ (нім. Heilsberg, пол. Heilsberg), 1245 Геркунфт, заклавши Рьоссель (нім. Rößel, пол. Reszel). В час першого повстання пруссів Бартія була звільнена від хрестоносців, які атакували її у 1250/52 рр. силами маркграфа Бранденбургу Отто ІІІ, графа фон Шварцбурга, єпископа Мерзебургу Генріха ІІ фон Варена. Під час Другого повстання у Бартії відбулись тривалі облоги замків, а Рьоссель підпалили хрестоносці перед втечею.
Землі Бартії входили до Ермландського єпископства.
Згідно Другого Торунського миру терени Бартії увійшли до Тевтонського Ордену, реорганізованої у Прусське герцогство (1525). Головними містами Помезанії були Коршен (пол. Korsze), Растенбург (пол. Kętrzyn), Бартенштайн (пол. Bartoszyce), Гердауен( зараз Железнодорожний), Правдинськ.
Після першого поділу Речі Посполитої 1772 Бартія відійшла до провінції Східна Пруссія королівства Пруссія. Після Першої світової війни Східна Пруссія залишилась у складі Німеччини. Після Другої світової війни з ліквідацією Східної Пруссії Бартію розділили поміж Польщею та СРСР. Терени Бартії сьогодні входять до Вармінсько-Мазурського воєводства Польщі і Калінінградської області Росії.